# A Little Bit
"A Little Bit" är en låt framförd av den finländska sångerskan Nina Åström. Låten var Finlands bidrag i Eurovision Song Contest 2000 i Stockholm i Sverige. Låten är skriven av Luca Genta och Gerrit aan 't Goor.
Bidraget framfördes i finalen den 13 maj och slutade där på artonde plats med 18 poäng.